# سیارک ۱۱۸۳۲
سیارک ۱۱۸۳۲ (به انگلیسی: 11832 Pustylnik، نامگذاری:1984SC6)۱۱۸۳۲مین سیارک کشف شده‌است که در ۲۱ سپتامبر ۱۹۸۴ کشف شد.